# Bulbophyllum ballii
Bulbophyllum ballii là một loài phong lan thuộc chi Bulbophyllum.